# Aleksander Wojtkiewicz
Aleksander Wojtkiewicz (en letó: Aleksandrs Voitkevičs; Riga, 15 de gener de 1963 – Baltimore, 14 de juliol de 2006) fou un jugador d'escacs polonès que tenia el títol de Gran Mestre des de 1989.

## Biografia i resultats destacats en competició
Aleksander Wojtkiewicz va néixer a Letònia, fill de pare polonès i mare letona, i ja de ben petit fou un jugador fort, que va estudiar amb l'excampió del món Mikhaïl Tal a qui va assistir a l'Interzonal de 1979 a Riga. A quinze anys, ja era Mestre soviètic. Va guanyar el Campionat d'escacs de Letònia el 1981.
La seva prometedora carrera escaquística va quedar interrompuda quan va refusar d'ingressar a l'exèrcit soviètic. Durant alguns anys va viure en la clandestinitat, fins que el 1986, fou sentenciat a dos anys de presó. Després d'un any va ser amnistiat, després d'una trobada entre els presidents Ronald Reagan i Mikhaïl Gorbatxov. Després del seu alliberament es va mudar de Riga a Varsòvia, i allà hi guanyà dos campionats de Polònia, els anys 1989 i 1995. Va jugar, representant Polònia, a les olimpíades d'escacs d'1990 i 1992.
Posteriorment va marxar a residir als Estats Units, on va esdevenir un dels jugadors més actius del circuit de torneigs, i va viatjar assíduament arreu del món. Diversos cops va guanyar el primer premi de 10,000 $ del Grand Prix d'escacs dels Estats Units.
Wojtkiewicz va participar en el Campionat del món de 2004 (FIDE). En els darrers mesos de la seva vida, va empatar al primer lloc al World Open de 2006 a Filadèlfia, i va guanyar el National Open a Las Vegas.
Va morir la tarda del 14 de juliol de 2006 a causa d'una hemorràgia provocada per una perforació gastrointestinal.
Les estratègies de Wojtkiewicz han estat estudiades a les sèries online «How Wojo Won» pel Mestre Jonathan Hilton. La sèrie de sis parts va començar el desembre de 2006 i van continuar fins a l'abril de 2008. Hilton també ha coescrit un llibre, Wojo's Weapons: Winning with White, Volume I, centrat en el joc d'obertures de Wojtkiewicz.

## Partides notables
- Aleksander Wojtkiewicz vs Robert Kuczynski, Biel 1990, Slav Defense: Modern Line (D11), 1-0
- Aleksander Wojtkiewicz vs Spyridon Skembris, Novi Sad 50/521 1990, English Opening: Agincourt Defense, Catalan Defense (A13), 1-0
- Aleksander Wojtkiewicz vs David Filipovich, 29th World Open 2001, Queen Pawn Game: Symmetrical Variation (D02), 1-0
- Jennifer Shahade vs Aleksander Wojtkiewicz, 114th New York Masters 2004, Sicilian Defense: Hyperaccelerated Dragon (B35), 0-1